# 郁章玉
郁章玉（1960年—），山东临沂人，汉族，中华人民共和国政治人物、第十一届全国人民代表大会山东地区代表。
毕业于河北师范大学化学专业，是中共党员。担任菏泽学院院长。2008年起担任全国人大代表。